# Rio de San Zulian
A rio de San Zulian Velence egyik csatornája.
A csatorna két velencei negyedet, a Castellót és a San Marcót köt össze. Hossza 193 méter, két másik csatornába, a rio del Mondo Novóba és a rio dei Bareteribe torkollik. Nevét valószínűleg a közelében álló, Chiesa di San Giuliano, velencei dialektusban San Zulian, templomról kapta, amelyet a 9. században alapítottak. Mai homlokzatát a 16. század második felében nyerte el.
A csatornán négy híd ível át, a Ponte de l'Anzolo, a Ponte de la Guerra, a Ponte Balbi és a Ponte de la Malvasia. A közelében négy fontosabb palota található, a Palazzo Licini, a Palazzo Scalfarotto, a Palazzo Tasca Papafava és a Palazzo Vignola.